# World League di pallavolo 2005
La XVI World League di pallavolo si svolse dal 27 maggio al 10 luglio 2005. Dopo la fase a gironi, la fase finale, a cui si qualificarono le prime squadre classificate nei tre gironi di qualificazione e la Serbia e Montenegro, paese ospitante, si disputò dall'8 al 10 luglio a Belgrado, nella Serbia e Montenegro. La vittoria finale andò per la quinta volta al Brasile.

## Squadre partecipanti
Europa:
- Bulgaria
- Francia
- Grecia
- Italia
- Polonia
- Portogallo
- Serbia e Montenegro

America:
- Argentina
- Brasile
- Cuba
- Venezuela

Asia:
- Giappone

## Gironi
| Gruppo A                              | Gruppo B                     | Gruppo C                                     |
| ------------------------------------- | ---------------------------- | -------------------------------------------- |
| Brasile Giappone Portogallo Venezuela | Bulgaria Cuba Francia Italia | Argentina Grecia Polonia Serbia e Montenegro |

## Fase finale

### Finali 1º e 3º posto
|  | Semifinali          | Semifinali          | Semifinali          |                     |         | Finale          | Finale          | Finale          |  |
|  |                     |                     |                     |                     |         |                 |                 |                 |  |
|  | Cuba                | Cuba                | 1                   |                     |         |                 |                 |                 |  |
|  | Cuba                | Cuba                | 1                   |                     |         |                 |                 |                 |  |
|  | Brasile             | Brasile             | 3                   |                     |         |                 |                 |                 |  |
|  | Brasile             | Brasile             | 3                   |                     | Brasile | Brasile         | 3               |                 |  |
|  |                     |                     |                     |                     | Brasile | Brasile         | 3               |                 |  |
|  |                     |                     | Serbia e Montenegro | Serbia e Montenegro | 1       |                 |                 |                 |  |
|  | Polonia             | Polonia             | Serbia e Montenegro | Serbia e Montenegro | 1       | 2               |                 |                 |  |
|  | Polonia             | Polonia             |                     |                     |         | 2               |                 |                 |  |
|  | Serbia e Montenegro | Serbia e Montenegro | 3                   |                     |         | Finale 3º posto | Finale 3º posto | Finale 3º posto |  |
|  | Serbia e Montenegro | Serbia e Montenegro | 3                   |                     |         |                 |                 |                 |  |
|  |                     |                     |                     |                     |         |                 |                 |                 |  |
|  |                     |                     |                     |                     |         | Cuba            | Cuba            | 3               |  |
|  |                     |                     |                     |                     |         | Cuba            | Cuba            | 3               |  |
|  |                     |                     |                     |                     |         | Polonia         | Polonia         | 2               |  |

## Podio

### Campione
Formazione: 2 Elgarten, 4 Heller, 7 de Godoy, 8 Endres, 9 Nascimento, 10 dos Santos, 11 Rodrigues, 12 Fuchs, 13 Endres, 14 Santana, 17 Garcia, 18 do Amaral, CT: de Rezende

### Secondo posto
Formazione: 2 Dejan Bojović, 4 Bojan Janić, 5 Alexander Mitrović, 6 Branko Roljić, 7 Dragan Stanković, 8 Marko Samardžić, 9 Nikola Grbić, 12 Andrija Gerić, 13 Goran Vujević, 14 Ivan Miljković, 15 Ivan Ilić, 17 Milan Marković, CT: Ljubomir Travica

### Terzo posto
Formazione: 1 Raidel Poey, 2 Tomás Aldazabal, 4 Yasser Portuondo, 5 Osmamy Juantorena, 8 Pavel Pimienta, 10 Dariel Garcia, 12 Henry Bell, 13 Robertlandy Simón, 15 Oreol Camejo, 16 Sirianis Méndez, 17 Odelvis Dominico, 18 Yoandri Díaz, CT: Roberto García

## Classifica finale
| Classifica | Squadre             |
| ---------- | ------------------- |
|            | Brasile             |
|            | Serbia e Montenegro |
|            | Cuba                |
| 4          | Polonia             |
| 5          | Bulgaria            |
| 5          | Portogallo          |
| 7          | Grecia              |
| 7          | Italia              |
| 7          | Venezuela           |
| 10         | Argentina           |
| 10         | Francia             |
| 10         | Giappone            |

## Premi individuali
- MVP: Ivan Miljković
- Miglior realizzatore: Ivan Miljković
- Miglior schiacciatore: Henry Bell Cisnero
- Miglior muro: Dante do Amaral
- Miglior servizio: Ivan Miljković
- Miglior palleggiatore: Yoandri Diaz Carmenate
- Miglior ricevitore: Osmany Juantorena
- Miglior difensore: Goran Vujević
- Miglior libero: Marko Samardžić